# Fußball in Ägypten

Flagge Ägyptens

Fußball ist die beliebteste Sportart im nordafrikanischen Staat Ägypten. Die Geschichte des Fußballs reicht in diesem Land bis 1882 zurück und führte in den 1910er-Jahren zu ersten offiziellen Wettbewerben, 1921 zur Egyptian Football Association (EFA) und des Egyptian FA Cup sowie 1948 zur Egyptian Premier League.

## Geschichte

### Beginn (ab 1882)
Die Geschichte von Fußball in Ägypten geht bis 1882, dem Beginn der britischen Herrschaft in Ägypten, zurück. Da das moderne Fußballspiel im Vereinigten Königreich Großbritannien und Irland den Ursprung hatte, waren die Briten sehr daran interessiert, „ihr“ Spiel weltweit zu verbreiten. Durch die neuen Kolonien und der Ausbreitung von britischen Militärlagern in der arabischen Welt breitete sich auch das Fußballspiel aus.
Innerhalb der Militärlager wurden Spielplätze gebaut und Torpfosten montiert. Dies wurde von Ägyptern sorgfältig hinter den geschützten Zäunen der Lager beobachtet. Als erste Reaktion der Ägypter war, das Spiel als „seltsam“ zu empfinden. Dies änderte sich jedoch schnell, und Fußball begann, sich auf die Straßen zu bewegen, als die Einheimischen die britischen Soldaten nachahmten. Schnell übernahm die Bevölkerung das Spiel und so verbreitete es sich noch schneller in den großen Städten und Dörfern.
Das Interesse an Fußball breitete sich aus und die Begeisterung nahm zu, was zur Steigerung der fußballspielenden Personen führe. Dadurch konnte 1883 ein erstes Team aus Ägyptern zusammengestellt werden. Diese erste Mannschaft aus dem Jahr 1883 bestand überwiegend aus Spielern aus Kairo, die gegen ihre Mentoren und Lehrer spielten – gegen die Mannschaft der britischen Streitkräfte. Laut ägyptischen Sporthistorikern schlugen die Ägypter unter Führung von Kapitän Mohamed Effendi Nashed die Briten stets, laut Kritikern sei dies ihre Art gewesen, ihre Besatzer in symbolischer Form zu besiegen.
Ein erstes tatsächliche Aufblühen erlebte Sport 1892. Damals wurde Sportunterricht als Pflichtaktivität an Schulen eingeführt, was zur Bildung von Schulfußballmannschaften führte. Zu Beginn des 20. Jahrhunderts hatte sich die Kultur der Nation scheinbar neu definiert: Fußball breitete sich „in jeden Winkel des Landes und in die Köpfe fast aller Menschen aus“.

### Beginn des 20. Jahrhunderts
1903 wurde mit Al-Sekka Al-Hadid die erste Fußballmannschaft gegründet, die heute (Stand: 2022) noch existiert. Diese Mannschaft bestand hauptsächlich aus britischen und italienischen Ingenieuren, die in den Wartungswerkstätten der damaligen Eisenbahnbehörde arbeiteten. Mit der anschließenden Gründung al Ahly SC im Jahr 1907 und des Al-Mukhtalat Club (heute al Zamalek SC) im Jahr 1911 brachte das Spiel eine Welle nationaler Begeisterung und breitete sich auf die Region des Suezkanals und Alexandria aus.
1913 wurde der erste inoffizielle Cup ausgetragen und 1914 wurde der erste Schulfußballwettbewerb organisiert, dessen Siegerteam den Hishmat Pasha-Cup gewann. Der Wettbewerb war eine jährliche Veranstaltung bis 1932: Die Jurafakultät gewann den Pokal sieben Mal, die Ingenieurschule sechs Mal, die Polizeischule zweimal und die Landwirtschafts- und Handelsschulen je ein Mal.

### Erste offizielle Wettbewerbe
Die Popularität des Fußballsports war spürbar und der Ruf nach einem offiziellen Verband wurde laut. Am 11. September 1916 trafen sich Vertreter der britischen Streitkräfte und 50 Vertreter der ägyptischen Fußballvereine in Kairo, um die Gründung des Ägyptisch-Englischen Fußballverbandes (EEFA) zu planen. 1916 organisierte die neu gegründete EEFA unter der Schirmherrschaft des damaligen Sultans Hussein Kamil den ersten offiziellen Wettbewerb, bei dem ägyptische und ausländische Teams für den Sultani Cup teilnahmen. In den ersten fünf Jahren dominierte das Team der britischen Streitkräfte den Bewerb. Die Präsenz Einheimischer war erst ab 1921/22 zu spüren, als Al-Mukhtalat Club den Titel gewann.
1920 eskalierte ein Konflikt zwischen der EEFA und der Mixed Association of Sporting Clubs (gegründet 1910 von dem im griechisch-ägyptischen Alexandria ansässigen Anglo Bolanki). Diese Debatte drehte sich um die Frage, wer die ägyptische Mannschaft für die Olympischen Sommerspiele 1920 im belgischen Antwerpen auswählen dürfe. Ägypten verlor im Achtelfinale, der ersten Runde, gegen Italien mit 1:2 und schied dadurch aus dem Bewerb aus. Die Mannschaft wurde von Einheimischen als nicht repräsentativ für Ägypten und den Sport kritisiert. Die Spannungen erreichten ihren Höhepunkt am 3. Dezember 1921 mit der Gründung der Egyptian Football Association (EFA) unter der Leitung von Gaafar Wali Pasha. Dies war ein zeitgemäßes Ereignis angesichts des Starts des ersten offiziellen ägyptischen Wettbewerbs (ägyptischen Fußballpokals, damals Prinz-Farouk-Pokal) zehn Monate zuvor.

### Mitglied der FIFA
Die widersprüchlichen Interessen der verschiedenen Fußballverbände bestanden jedoch weiter. 1923 fand eine gemeinsame Sitzung zwischen den Vertretern des Gemischten Verbandes der Sportvereine und der Egyptian Football Association (EFA) statt. Das Ergebnis war die Abgabe aller Pflichten in der Liga durch den gemischten Verband an die EFA. Die Vereinbarung, die am 15. Januar 1923 von der Fédération Internationale de Football Association (FIFA) anerkannt wurde, wurde am 21. Mai desselben Jahres abgeschlossen und markiert einen Wendepunkt in der Geschichte des ägyptischen, arabischen und afrikanischen Fußballs. An diesem Tag im Jahr 1923 wurde Ägypten das sowohl erste arabische als auch erste afrikanische Mitglied der FIFA, dem Weltfußballverband.
Im selben Jahr stieg die Zahl der ägyptischen Vereine unter dem Dach der Egyptian Football Association von einer Handvoll auf 25 und erreichte am Ende der 1920er-Jahre die Marke von 55 Vereinen.

### Eigene Liga
Es wurde Zeit für eine eigene ägyptische Liga. Daher skizzierte der damalige Generalsekretär der Egyptian Football Association, Mahmoud Badreddin, die Notwendigkeit, eine nationale Fußballliga zu gründen. Diese Idee wurde von Haidar Pascha, Präsident der Egyptian Football Association, übernommen und an König Faruq übermittelt, der selbst ein begeisterter Fußballfan war. 1948 wurde auf königlichen Erlass die erste Fußballliga ins Leben gerufen und das erste Spiel der Saison 1948/49 wurde am 22. Oktober 1948 angepfiffen. Elf Mannschaften nahmen an der Veranstaltung teil: al Ahly SC, Farouq Club (heute al Zamalek SC), Al-Sekka Al-Hadid, Tersana SC, Ismaily SC, al-Masry, Port Fuad, El-Olympi, al-Ittihad Al-Sakndary, Al Teram und Younan Alexandria. Meister der ersten Fußballsaison wurde al Ahly SC und bekam dafür eine 30 Kilogramm schwere Trophäe aus Silber und Holz.
Mit jedem Turnier stieg das Interesse, und die Ägypter entwickelten eine „scheinbar grenzenlose“ Leidenschaft für den Fußballsport. Dieses Interesse führte zur weiteren Ausweitung des Sports sowie wurde zu einer wichtigen Einnahmequelle. Dabei entwickelte sich der Verkauf von Eintrittskarten zur Haupteinnahmequelle für die Vereine. Auch als das Land die Turbulenzen eines sich ändernden Regimes zu spüren bekam, blieb der Sport in der Bevölkerung verwurzelt. Auch der Militärputsch in Ägypten 1952 änderte nur geringfügige Details in der Fußballarena: Der King Farouk Cup wurde in Egypt Cup umbenannt, der Farouk Club wurde zu al Zamalek SC und Abdel-Aziz Abdallah Salem ersetzte Haidar Pasha als Präsident der EFA. Die einzige signifikante Veränderung war die Popularität, die durch die zunehmende Rivalität zwischen al Ahly SC und al Zamalek SC belebt wurde – die Offiziere der Revolution standen im Mittelpunkt dieser Fangemeinde.

### Stadion-Ausschreitungen von Port Said
Der Tod von 74 Menschen bei den Stadion-Ausschreitungen von Port Said am 1. Februar 2012 beim Spiel von al Ahly SC gegen al-Masry führte zur Befürchtung, dass die Mitglieder der Ultra-Bewegung bei „künftigen Straßenprotesten noch stärker auftreten werden“. Mitglieder der Ultra-Bewegung, die Al Ahly SC unterstützen, behaupten, die Polizei habe zugesehen und al-Masry-Fans erlaubt, „Jagd auf sie zu machen“.
Die vorläufigen Ergebnisse einer Untersuchung der schlimmsten Ausschreitungen in Ägypten durch einen parlamentarischen Ausschuss machten Fans, die Untätigkeit der Polizei und den Fußballverband für die Ausschreitungen verantwortlich, doch die Mitglieder der Ultra-Bewegung von al Ahly SC hatten eine andere Sicht auf die Ereignisse. Sie behaupteten, sie seien von Mitgliedern der Polizei in Port Said für ihre Beteiligung an den Protesten auf dem Tahrir-Platz im Jahr zuvor und den anschließenden Demonstrationen gegen die Regierung bestraft worden. Teilweise wurde von Rachemorden an al-Masry-Fans und der Polizei gesprochen.

## Popularität
Die beliebtesten ägyptischen Vereine sind der in Kairo beheimatete al Ahly SC und der Verein al Zamalek SC aus Gizeh. Weitere bekannte Vereine sein Ismaily SC, al-Masry, Al-Ittihad Al-Sakndary und Pyramids FC.
Fußball in Ägypten wird als „so politisch wie in kaum einem Land“ beschrieben. Seit Jahrzehnten werde Fußball von Politikern für ihren Machterhalt genutzt, jedoch auch als „Ort der Mobilisierung“ gefürchtet. Wie der Fußball durch das Militär und den Staat immer wieder instrumentalisiert wurde, und wie sich das Militär sich den Fußball auch immer mehr angeeignet hat, sei dadurch zu erkennen, dass 16 von 22 großen Stadien in Ägypten von militäreigenen Baufirmen gebaut worden sind. Dazu komme, dass gut die Hälfte aller Vereine in Ägypten dem Staat direkt gehören würden. Auch war Staatsoberhaupt Gamal Abdel Nasser Ehrenpräsident von al Ahly SC.

### Ultra-Bewegung
Die Ultra-Bewegung tauchte in Ägypten um 2007 auf. In vielerlei Hinsicht sind sie eine Art „Verlängerung“ gleichgesinnter Gruppen in Südeuropa, insbesondere in Italien. In Ägypten bekamen sie Anhänger unter vielen unzufriedenen Jugendlichen, die Kameradschaft und der Missachtung der Autorität, vor allem der Polizei, der am meisten gehassten aller Institutionen der Mubarak-Ära, suchten. Ein Ultra zu sein, gab ihnen auch das Gefühl, zu einer großen Gemeinschaft zu gehören, die außerhalb ihrer eigenen Grenzen von Armut und Entrechtung operierte. Die Ultra-Bewegung würde ihnen eine Welt voller Leidenschaft für das Team ihrer Wahl bieten und singt Texte, die sich auf die Sehnsucht nach Freiheit beziehen.
Die Ultra-Bewegung wird als teilweise als „Gegner der regierenden ägyptischen Generäle“ betrachtet. Besonders konnte dies ein Jahr nach dem Sturz von Staatsoberhaupt Husni Mubarak beobachtet werden. Zehntausende Mitglieder der Ultra-Bewegung, allgemein als Hooligans angesehen, schlossen sich der Revolution in Ägypten 2011 an. Seit damals sind sie fester Bestandteil der Protestbewegung in Ägypten. Ein Jahr darauf hieß es, die Mitglieder der Ultra-Bewegung könnten „die Machtergreifung der Generäle ernsthaft in Frage stellen“ und „ihre Popularität weiter untergraben“. Mitglieder der Ultra-Bewegung wurde zugeschrieben, eine Schlüsselrolle den Demonstrationen auf dem Tahrir-Platz gespielt zu haben, zuerst gegen die Bereitschaftspolizei und später gegen Mubarak-Loyalisten.
Ihre Feindseligkeit gegenüber der Polizei hatte einen Preis. Unter Mubarak wurden viele Mitglieder der Ultra-Bewegung von der Polizei festgenommen, gefoltert und eingeschüchtert. Zu ihrer „großen Bestürzung“ wurden ihnen an den Toren der Stadien in ganz Ägypten Feuerwerkskörper und Lichtfackeln weggenommen. Sportkommentatoren, von denen viele dem Mubarak-Regime treu ergeben waren, hatten nichts als „Verachtung“ für sie übrig.
Die „Ultras“ würden für „Politisierung der Gesellschaft“ in Ägypten stehen. Regierung betrachte Ultras als Terroristen, ihre Gruppen seien verboten.

## Vereinsmannschaften

### Egyptian Premier League
Die Egyptian Premier League, offiziell nach dem Sponsor The WE Egyptian Premier League benannt, ist die höchste Spielklasse im Ligasystem für ägyptische Vereinsmannschaften, die seit der Egyptian Premier League 1948/49 mit einigen Unterbrechungen jährlich ausgetragen wird. Aktuell nehmen 18 Vereine aus Ägypten daran teil, die drei Letztplatzierten steigen in die Egyptian Second Division ab und nehmen in der darauffolgenden Saison daran teil.
Rekordsieger der bis dato 62 Mal ausgetragenen Meisterschaft ist al Ahly SC mit 42 Titeln vor al Zamalek SC mit 13 Titeln und Ismaily SC mit drei Titeln. el-Olympi, Ghazl El Mahalla SC, al-Mokawloon al-Arab und Tersana SC wurden je ein Mal Meister. Am öftesten unter die besten drei, ohne den Titel zu gewinnen, kam al-Masry mit sechs dritten Plätzen. Rekordmeister al Ahly SC kam insgesamt 57 Mal unter die besten drei und al Zamalek SC 56 Mal. Der Dritte Ismaily SC hingegen schaffte dies „lediglich“ 27 Mal.

### Egyptian Second Division
Die Egyptian Second Division ist die seit der Egyptian Second Division 1977/78 ausgetragene zweithöchste Spielklasse im Ligasystem. Aktuell nehmen dort 48 Mannschaften teil, die auf drei Gruppen aufgeteilt sind. Der Sieger jeder Gruppe steigt in die Egyptian Premier League auf und nimmt in der darauffolgenden Saison daran teil. Anstelle der drei Aufsteiger steigen die drei letztplatzierten Mannschaften der Egyptian Premier League in die Egyptian Second Division der darauffolgenden Saison ab.

### Egyptian Third Division
Die Egyptian Third Division ist die dritthöchste Spielklasse im Ligasystem und liegt unterhalb der Egyptian Second Division. Aktuell nehmen dort 18 Mannschaften teil, die auf drei Gruppen aufgeteilt sind. Der Sieger jeder Gruppe steigt in die Egyptian Second Division auf und nimmt in der darauffolgenden Saison daran teil. Anstelle der drei Aufsteiger steigen die drei letztplatzierten Mannschaften der Egyptian Second Division in die Egyptian Third Division der darauffolgenden Saison ab. Die drei letztplatzierten Mannschaften steigen in die Egyptian Fourth Division ab.

### Ägyptischer Fußballpokal
Der ägyptische Fußballpokal wird seit der Saison 1921/22 ausgetragen. Mit 37 Titeln ist, wie bei der Meisterschaft, al Ahly SC Rekordsieger. al Zamalek SC auf Platz zwei hat 27 Titel vorzuweisen. Al-Ittihad Al-Sakndary und Tersana SC haben je sechs Titel, al-Mokawloon al-Arab drei, Ismaily SC, el-Olympi, ENPPI Club und Haras El-Hodood SC je zwei sowie Al-Masry, Al Teram und El Qanah je einen Cupsieg. Nach einer Vorqualifikation wird das Turnier mit 32 Mannschaften im K.-o.-System ausgetragen.

### Ägyptischer Fußball-Supercup
Der ägyptische Fußball-Supercup wird seit der Saison 2001 ausgetragen. In einem Spiel, das eine Woche vor Beginn der neuen Saison stattfindet, treffen der ägyptische Meister und der ägyptische Pokalsieger der abgelaufenen Saison aufeinander. Bei einem Double (der Sieg von Meisterschaft und Pokal durch eine Mannschaft) trifft der Meister auf den Vizemeister. Rekordsieger ist al Ahly SC mit zehn Titeln vor al Zamalek SC mit vier Titeln. ENPPI Club hat mit drei Teilnahmen die öftesten Teilnahmen ohne Sieg.

### Internationales Abschneiden der Vereinsmannschaften
Der wichtigste afrikanische Vereinsfußballwettbewerb ist die CAF Champions League, die von der Confédération Africaine de Football (CAF) ausgetragen wird. Ismaily SC war 1969 der erste ägyptische Sieger dieses Turniers mit einem Finalsieg gegen Tout Puissant Mazembe aus der Demokratischen Republik Kongo. al Ahly SC ist mit zehn Titeln Rekordsieger der CAF Champions League vor al Zamalek SC (ebenfalls Ägypten) und Tout Puissant Mazembe (Demokratische Republik Kongo). Dadurch haben ägyptische Vereine mit 16 die meisten Titelgewinne, vor Marokko, der Demokratischen Republik Kongo und Tunesien mit je sechs.
Der African Cup Winners’ Cup ((deutsch Afrikapokal der Pokalsieger)) wird seit 1975 ausgetragen, mit vier Titeln ist auch hier al Ahly SC Rekordsieger, vor dem ägyptischen Verein al-Mokawloon al-Arab mit drei Titeln. Ägypten hat acht Titelgewinne, der Zweite, Tunesien, vier.
Im CAF Confederation Cup, der der zweitwichtigste afrikanische Fußballwettbewerb für Vereinsmannschaften ist, sind al Ahly SC (2014) und al Zamalek SC (2018/19) mit je einem Titel die einzigen ägyptischen Sieger.
Werden alle drei afrikanische Vereinsfußballwettbewerbe zusammengezählt, ist al Ahly SC mit 15 Titeln vor Tout Puissant Mazembe aus der Demokratischen Republik Kongo mit acht Titeln klarer Rekordsieger. al Zamalek SC ist gleichauf mit Étoile Sportive du Sahel aus Tunesien mit sieben Titeln Dritter. Zusätzlich zu den vier Genannten konnten nur Espérance Tunis aus Tunesien und JS Kabylie aus Algerien jeden der drei Bewerbe mindestens ein Mal gewinnen. Nach Nationen hat Ägypten 26 Titel und liegt damit vor Tunesien, das 19 Titel erringen konnte.
Im CAF Super Cup, den der Sieger der CAF Champions League und der Sieger des African Cup Winners’ Cup bestreiten, ist al Ahly Kairo mit acht Titeln Rekordsieger und liegt damit vor al Zamalek SC mit vier Titeln. Ägypten konnte den CAF Super Cup zwölf Mal gewinnen, der Zweite Marokko vier Mal. Der Rekordspieler Hossam Ashour bestritt sechs CAF Super Cups für al Ahly SC.°
Im von 1986 bis 1999 ausgetragenen Afro-Asien-Pokal ist al Zamalek SC mit zwei Titeln Rekordsieger, al Ahly SC ist mit acht anderen Mannschaften auf Platz zwei mit einem gewonnenen Titel. Ägypten hat damit den Wettbewerb drei Mal gewonnen, Marokko, die Republik Korea und Tunesien je zwei Mal.
An der FIFA-Klub-Weltmeisterschaft, bei dem die sechs Kontinentalsieger qualifiziert sind, ist al Ahly SC mit sieben Teilnahmen hinter Auckland City FC (neun Teilnahmen) Zweiter. Dahinter liegen Real Madrid und CF Monterrey mit je fünf Teilnahmen. Erstmals nahm al ahly SC 2005 teil. Im Viertelfinale verlor al Ahly SC gegen Ittihad FC aus Saudi-Arabien mit 1:0 und das Spiel um Platz fünf wurde gegen Sydney FC aus Australien mit 1:2 verloren. Bei der FIFA-Klub-Weltmeisterschaft 2006 wurde al Ahly SC Dritter und stellte mit Mohamed Abo Treka den Torschützenkönig mit drei Treffern. Im Halbfinale verlor al Ahly SC mit 1:2 gegen den brasilianischen Verein Internacional Porto Alegre. 2008 wurde al Ahly SC abermals Letzter mit Niederlagen gegen CF Pachuca aus Mexiko und Adelaide United aus Australien. 2012 verlor al Ahly SC mit 0:2 gegen CF Monterrey aus Mexiko das Spiel um den dritten Platz, 2013 wurde der Verein erneut Letzter. 2020 konnte im Spiel um Platz drei Palmeiras São Paulo aus Brasilien im Elfmeterschießen besiegt werden, auch 2021 wurde al Ahly SC mit einem 0:4-Sieg gegen al-Hilal Dritter. Aus Ägypten nahm kein weiterer Verein an der FIFA-Klub-Weltmeisterschaft teil. Mohamed Abo Treka, Hossam Ashour und Wael Gomaa, die alle für al Ahly SC spielten, sind mit elf Einsätzen Rekordspieler.

## Ägyptische Fußballnationalmannschaft
Die ägyptische Fußballnationalmannschaft, auch bekannt unter dem Spitznamen The Pharaohs, ist die Nationalmannschaft Ägyptens und wird von der Egyptian Football Association, dem ägyptischen Fußballverband verwaltet. Das Team wurde 1921 gegründet, obwohl ein Team bereits bei den Olympischen Sommerspielen 1920 teilgenommen hatte. Ägypten nahm an den Olympischen Sommerspielen 1924 teil und belegte bei den Olympischen Sommerspielen 1928 den achten Platz. 2014 war Ägypten eine der acht Mannschaften, die beim ersten Unity World Cup teilnahmen.
Das Team gewann im Laufe der Jahre mehrere Turniere, etwa sieben Mal den Afrika-Cup, die kontinentale Afrikameisterschaft. Ägypten gewann den Afrika-Cup 1957, 1959, 1986, 1998, 2006, 2008 und 2010 und ist damit Rekordhalter des Turniers. Auch bei Siegen in Folge ist Ägypten Rekordhalter: drei Siege in FolgeSiege von 2006 bis 2010.
Ihre höchste Platzierung in der FIFA-Weltrangliste erreichte die Nationalmannschaft im Juli 2010 mit dem neunten Platz.
Ahmed Hassan ist mit 184 Spielen für die Nationalmannschaft vor Hossam Hassan (ebenfalls Ägypten) mit 176 Spielen afrikanischer Rekordnationalspieler. Weltweit hat Cristiano Ronaldo für Portugal ebenfalls 184 Spiele bestritten.
Die ägyptische Fußballnationalmannschaft der Frauen konnte sich bis dato für zwei Turniere qualifizieren, der Fußball-Afrikameisterschaft der Frauen 1998 und dem Afrika-Cup der Frauen 2016. Bei beiden Austragungen kam Ägypten nicht über die Vorrunde hinaus. Dabei wurde 2016 mit dem 0:1-Sieg gegen Simbabwe der einzige Sieg errungen, alle anderen Spiele wurden verloren.
Die ägyptische Fußballnationalmannschaft (U-20-Männer) kam bei der U-17-Fußball-Weltmeisterschaft 1997 mit einem Sieg gegen Thailand sowie Unentschieden gegen Deutschland und Chile ins Viertelfinale und verlor dort mit 2:1 gegen Spanien. Der einzige Titelgewinn war die U-17-Fußball-Afrikameisterschaft 1997 mit einem 1:0-Finalsieg gegen Mali.
Die ägyptische Fußballnationalmannschaft (U-20-Männer) qualifizierte sich für die U-20-Fußball-Weltmeisterschaft 1981, 1991, 2001, 2003, 2005, 2009, 2011 und 2013. Die beste Platzierung war der dritte Platz 2001, wo im Spiel um Platz drei Paraguay mit 0:1 besiegt werden konnte. Der U-20-Afrika-Cup konnte 1981, 1991, 2003 und 2013 gewonnen werden.

### Teilnahme an Fußball-Weltmeisterschaften
Mit der Teilnahme an der Fußball-Weltmeisterschaft 1934 war Ägypten der erste Teilnehmer an einer Weltmeisterschaft aus einem afrikanischen sowie arabischen Land. Dort verloren sie gegen Ungarn mit 4:2.
Das zweite Mal qualifizierte sich Ägypten 1990 für eine Weltmeisterschaft, wo sie gegen Irland und die Niederlande unentschieden spielten und im letzten Spiel gegen England mit 1:0 verloren.
28 Jahre später schaffte Ägypten das nächste Mal die Qualifikation für die Fußball-Weltmeisterschaft 2018. Nach drei Niederlagen gegen Gastgeber Russland, Uruguay und Saudi-Arabien schied Ägypten als Gruppenletzter aus. Sie wurden in Gruppe A mit Gastgebern Russland, Uruguay und KSA platziert. Ägypten verlor in der 90. Minute gegen Uruguay und dann mit 3:1 gegen Russland und erzielte das Tor Mohamed Salah durch einen Elfmeter im letzten Spiel gegen Saudi-Arabien. Ägypten verlor 2: 1 und erzielte das Tor Mohamed Salah in der 22. Minute.
1930, 1938, 1950 und 1970 nahm Ägypten nicht teil und bei den restlichen Austragungen des Bewerbs konnte sich Ägypten nicht qualifizieren.

### Abschneiden bei weiteren Turnieren
- Afrika-Cup

Sieger (7):  1957,  1959,  1986,  1998,  2006,  2008,  2010 (Erfolgreichste Mannschaft)
Zweiter (2):  1962,  2017, 2022
Dritter (3):  1963,  1970,  1974
Vierter (3): 1976, 1980, 1984
- Afrikaspiele

Meister (2):  1987,  1995
Dritter (1):  1973
- Afro-Asian Cup of Nations

Zweiter (2): 1988, 2007
- Nile Basin Tournament 2011

Meister (1): 2011
- Mittelmeerspiele

Meister (1): Mittelmeerspiele 1955
Zweiter (1): Mittelmeerspiele 1951
Dritter (1): Mittelmeerspiele 1983
Vierter (1): Mittelmeerspiele 1971
- Fußball bei den Olympischen Spielen

Vierter (2): 1928, 1964
- Panarabische Spiele

Meister (4): 1953, 1965, 1992, 2007
Zweiter (2): 1957
- Arabischer Nationenpokal

Meister (1): 1992
Dritter (1): 1988
- Palästinensischer Nationenpokal

Meister (1): 1972, 1975

## Stadien
Ägypten verfügt über insgesamt 27 Fußballstadien, die über das ganze Land verteilt sind. Das wichtigste Stadion war früher das Cairo International Stadium mit 74.100 Plätzen, aber als das Stadion Borg el-ʿArab in Borg El Arab gebaut wurde, wurde dieses Stadion mit 86.000 Plätzen das wichtigste und wurde zum Heimstadion der ägyptischen Nationalmannschaft. Der Grund für den Bau dieses Stadions war Ägyptens Bewerbung um die Austragung der Fußball-Weltmeisterschaft 2010.
Ägypten trug fünf Afrika-Cups aus: 1959, 1974, 1986, 2006 und 2019. Weitere in Ägypten ausgetragene Turniere waren die U-21-Fußball-Afrikameisterschaft 1991, die U-17-Fußball-Weltmeisterschaft 1997 und die U-20-Fußball-Weltmeisterschaft 2009.